# Битва за Донбасс (с 2022)
Би́тва за Донба́сс — совокупность боевых действий на востоке Украины, начавшихся 18 апреля 2022 года, с целью захвата территорий Донецкой и Луганской областей. Российской стороной «битва за Донбасс» была заявлена как «вторая фаза» вторжения России на Украину.
С октября 2023 года российское наступление, ценой огромных потерь, превратилось в «одну из самых непрерывных атак» в истории.

## Ситуация и планы сторон
После отступления из северо-восточных областей Украины российская армия перебросила свои силы в Донбасс, поначалу планируя наступление на двух направлениях: на севере, на границе Харьковской и Донецкой областей, и на юге между Донецком и Запорожской областью. Согласно данным Министерства обороны Великобритании, целью российских сил являлось окружение группировки украинских сил, расположенных на востоке Украины.
7 апреля 2022 года украинский министр иностранных дел Дмитрий Кулеба, выступая на саммите НАТО в Брюсселе, заявил, что по масштабу и характеру боевых действий сражение за Донбасс будет напоминать бои Второй мировой войны, попросив западные государства нарастить военную помощь Украине. С целью усилить украинские силы во время битвы за Донбасс ряд государств, таких как Великобритания, США и Нидерланды, начал поставки Украине тяжёлого вооружения, в том числе гаубиц, бронетранспортёров и ракет Brimstone.
19 апреля министр иностранных дел РФ Сергей Лавров заявил, что действия России направлены «на полное освобождение Донецкой и Луганской республик».

## Силы сторон

### Россия
К началу битвы за Донбасс Вооружённые силы России обладали существенным преимуществом над ВСУ в численности военнослужащих, танках, БТРах, артиллерии, ракетном вооружении и боевой авиации.
- 1-я гвардейская танковая армия[25]:
  - 4-я гвардейская танковая дивизия[26];
    - 13-й гвардейский танковый полк[26];
    - 423-й гвардейский мотострелковый полк[26];
- 2-я гвардейская общевойсковая армия[27][28]:
  - 27-я гвардейская мотострелковая дивизия[29]
  - 30-я отдельная мотострелковая бригада[30];
- 3-й армейский корпус[31];
- 5-я гвардейская общевойсковая армия[27];
- 6-я общевойсковая армия[32]
  - 138-я отдельная гвардейская мотострелковая бригада[33];
- 8-я общевойсковая армия[27]:
  - 102-й мотострелковый полк[34];
  - 68-й гвардейский танковый полк[35];
- 20-я гвардейская общевойсковая армия[36];
  - 3-я мотострелковая дивизия[36];
  - 144-я гвардейская мотострелковая дивизия[36];
- 29-я гвардейская общевойсковая армия[37];
  - 36-я отдельная гвардейская мотострелковая бригада[37];
- 35-я общевойсковая армия[38];
  - 64-я отдельная гвардейская мотострелковая бригада[39];
- 41-я общевойсковая армия[27];
  - 35-я отдельная гвардейская мотострелковая бригада[29];
  - 55-я отдельная гвардейская мотострелковая бригада[40];
  - 74-я отдельная гвардейская мотострелковая бригада[41];
- 49-я общевойсковая армия[42];
  - 4-я гвардейская военная база[42];
- 58-я гвардейская общевойсковая армия[27];
  - 71-й гвардейский мотострелковый полк[43];
- 68-й армейский корпус[44];
  - 39-я отдельная мотострелковая бригада[45];
  - 18-я пулемётно-артиллерийская дивизия[46];
- 90-я гвардейская танковая дивизия[27][47];
- 232-я гвардейская реактивная артиллерийская бригада[48];
- 12-я отдельная гвардейская инженерная бригада[32];
- 29-я отдельная железнодорожная бригада[49];
- Воздушно-десантные войска[27][50]:
  - 7-я гвардейская десантно-штурмовая дивизия[51];
  - 76-я гвардейская десантно-штурмовая дивизия[52];
  - 106-я гвардейская воздушно-десантная дивизия[53];
- 22-й армейский корпус[51];
- 197-я бригада десантных кораблей[источник не указан 1048 дней];
- Береговые войска ВМФ:
  - 810-я отдельная гвардейская бригада морской пехоты[54];
  - 336-я отдельная гвардейская бригада морской пехоты[55];
  - 155-я отдельная гвардейская бригада морской пехоты[56];
  - 40-я отдельная гвардейская бригада морской пехоты[57];
- Главное управление ГШ ВС РФ
  - 3-я отдельная гвардейская бригада специального назначения[58];
  - 14-я отдельная гвардейская бригада специального назначения[37]
  - 22-я отдельная гвардейская бригада специального назначения[59];
- 141-й специальный моторизованный полк[60]
- ЧВК «Вагнер»[50][61][62][63][64].

### Украина
В Донбассе Украина сосредоточила лучшие подразделения своих вооружённых сил. Все украинские формирования в регионе насчитывали от 40 тыс. до 60 тыс. профессиональных военнослужащих.

## Ход боевых действий

### 2022 год

#### Апрель
18 апреля
Глава Луганской ОВА Сергей Гайдай заявил, что в Донбассе началось наступление российских войск. Уличные бои ведутся в городе Кременная.
Российские источники заявляли, что российские войска вошли в Торское для окружения Лисичанска, Северодонецка и Рубежного, но Институт изучения войны не смог независимо подтвердить это заявление.
20 апреля
Генеральный штаб Украины сообщил, что российские силы ведут активные бои в Торском и Зелёной Долине. Также Генштаб заявил, что российские силы проводят разведку для подготовки к наступлению на Лиман и Славянск.
22 апреля
Украинские официальные лица признали, что Россия взяла под контроль ещё 42 небольших города и села на востоке Украины.
24 апреля
К западу от Северодонецка российским силам удалось воздвигнуть понтонную переправу через реку Красная.
26 апреля
Силы ЛНР заявили о взятии населённых пунктов Рубцы и Яцковка. Генштаб Украины заявил, что части 90-й гвардейской танковой дивизии двигаются в направлении Кременной.
27 апреля
Российские силы продвинулись на юг от Сватова и заняли посёлок Заречное в Краматорском районе. Генштаб Украины подтвердил, что российские силы заняли Новотошковское.
28 апреля
Сообщалось о занятии российскими силами посёлка Ямполь. Генштаб Украины заявил, что российские войска занимаются улучшением своих тактических позиций и готовятся к наступлению в сторону Лимана.
29 апреля
Глава Луганской ОВА Сергей Гайдай сообщил, что украинские войска отбили попытку российских сил продвинуться к сёлам Ореховое и Светличное.
30 апреля
Генштаб Украины заявил, что российские силы намереваются захватить Рубежное и Попасную, чтобы использовать их как плацдарм для продвижения в сторону Лимана и Славянска.

#### Май
1 мая
Генштаб Украины сообщил, что российские силы добились определённых успехов в направлении Лимана по населённым пунктам Крымки и Александровка и пытаются продвинуться к Курахову через Оленовку и Новомихайловку, однако атаки по Озёрному были безуспешными.
2 мая
Генштаб Украины отметил, что российские войска готовят условия для продвижения к Славянску со стороны Лиман-Северск.
3 мая
По данным НАСА, в Лимане была зарегистрирована значительная высокотемпературная аномалия, что может указывать на пожары вследствие ведения огня российскими силами для подготовки продвижения в сторону Лимана и Славянска.
4 мая
Согласно сообщениям, российские силы достигли неопределённых успехов по направлению к Шандриголову. Согласно спутниковым снимкам, в районе Ямполя было множество пожаров вследствие применения артиллерии и ракет, что, по мнению ISW, указывает на то, что российским силам не удалось захватить сам Ямполь. Неназванный высокопоставленный представитель Министерства обороны США заявил, что российские силы в районе Изюма пытаются продвигаться на юго-восток по направлению к Лиману, Славянску и Краматорску для окружения украинских войск, добавив, что украинское сопротивление затормозило российское продвижение, а российские операции остаются неравномерными. Глава Луганской ОВА Сергей Гайдай заявил, что запасов воды и еды у жителей Рубежного и Попасной осталось на одну неделю.
5 мая
Российские силы предприняли неудачные атаки на Лиман с применением термобарического оружия, безуспешно пытаясь прорвать украинскую оборону массированными артобстрелами. Пентагон сообщил, что российские силы не могут продвинуться дальше вследствие неспособности проводить наступательные операции вдалеке от наземных линий снабжения вдоль автомобильных трасс, а также из-за болотистой местности. В ДНР заявили о взятии Троицкого, однако фотографии в соцсетях указывают на то, что украинская артиллерия в этом районе нанесла серьёзный ущерб российским складам с боеприпасами, танкам и бронетранспортёрам.
6 мая
Российские силы не проводили наступательных операций на Авдеевку или Лиман.
7 мая
Российские силы, скорее всего, прекратили попытки прямого продвижения на юго-восток с Изюмского направления в сторону Славянска. При этом они продолжают наземные атаки Рубежного, Авдеевки, Александровки, Кременной и Шандриголова, и, вероятно, захватили Попасную.
8 мая

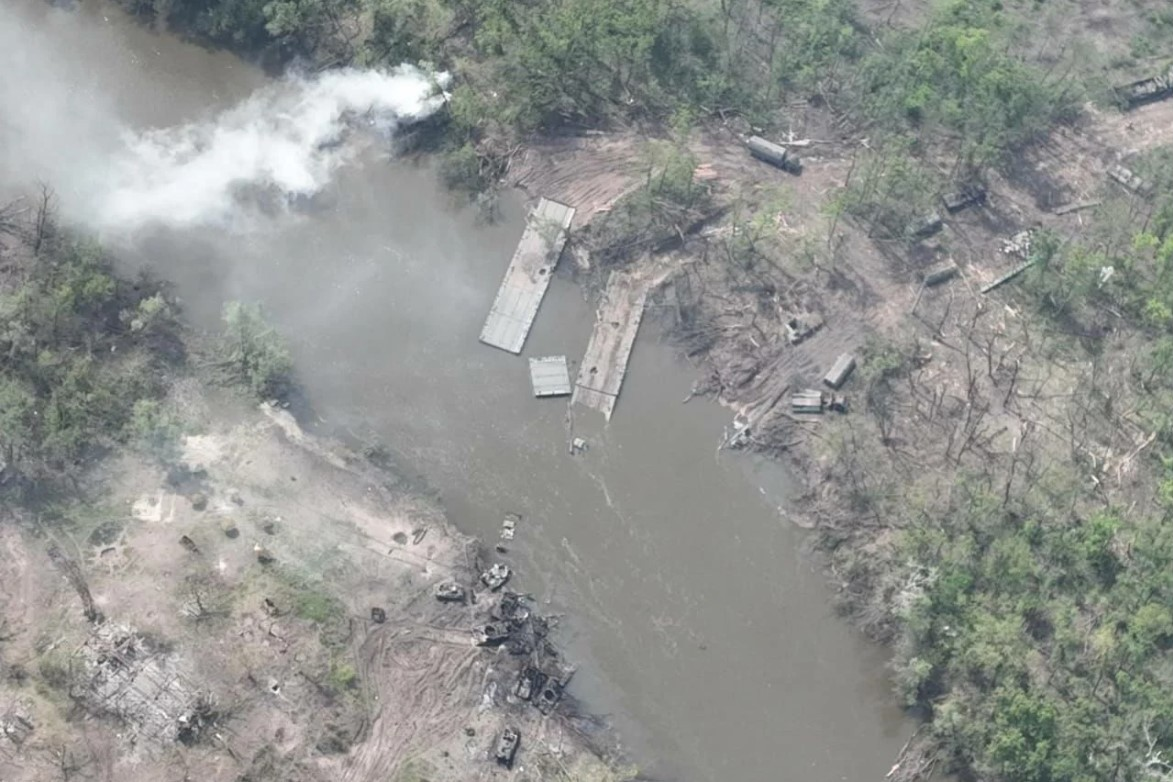
Разбитая российская переправа через Северский Донец

Российские силы усилили наземные, артиллерийские и воздушные атаки в регионе. Украинские источники сообщают об активных боях в Воеводовке и Лисичанске. В Белогоровке украинские войска уничтожили недостроенную понтонную переправу через Северский Донец. Генштаб Украины сообщил, что в районах Шандриголового и Александровки действует 90-я танковая дивизия. Сергей Гайдай сообщил об отступлении украинских войск и занятии Вооружёнными силами РФ города Попасная.
9 мая
Сообщалось, что войска ЛНР заняли Нижнее и ведут бои за Тошковку. Украинские источники сообщают о тяжёлых боях в Белогоровке. Спутниковые снимки NASA показали пожары в районах Белогоровки, Приволья и Новодружеска, которые, скорее всего, возникли в результате обстрела российскими силами украинских позиций с целью окружения Северодонецка и Рубежного.
10 мая
Российские силы продолжили бои вокруг Александровки и Шандриголового. Также ими была предпринята неудачная попытка фронтального наступления вокруг Донецка. Украинские источники сообщают об интенсивных боях в Воеводовке, Тошковке, Рубежном, Ореховом, Горском — российские силы пытаются окружить Северодонецк.
В Белогоровке на спутниковых снимках был запечатлены два новых понтонных моста через Северский Донец, один из которых уже был уничтожен украинскими войсками. В результате обстрелов российские войска, ориентировочно, потеряли не менее одной батальонной тактической группы. Российский репортёр Александр Сладков, работая в районе Донецка, заявил, что российские силы воюют с украинскими в соотношении 1:1, и не смогли сдвинуть украинских военных с их оборонных позиций.
11 мая
Украинские источники сообщают об интенсивных боях в Северодонецке, Лисичанске, Рубежном, Белогоровке, Воеводовке, Нижнем, Тошковке и Ореховом. Вокруг Донецка российскими силами предпринимались неудачные попытки прорыва. Глава Луганской ОВА Сергей Гайдай заявил, что российские силы обстреливают дорогу между Лисичанском и Бахмутом для блокирования украинских войск, что согласуется с заявлениями российского военного репортёра о том, что российские силы планируют наступление на Бахмут.
12 мая
Российские силы безуспешно попытались захватить поселения к северу от Донецка. Украинская артиллерия продолжила наносить удары по российским силам на западной границе Донецкой области, тормозя продвижение в направлении Бахмута и Запорожья. Генштаб Украины заявил, что российские войска перебросили дополнительное снаряжение и одну батальонную тактическую группу в район Изюма. Российские силы провели безуспешную атаку на Александровку и Новосёловку для занятия восточного берега Северского Донца. Украинские войска, скорее всего, отступили из Рубежного, уничтожив при отступлении мост между Рубежным и Северодонецком. Глава Северодонецкой облгосадминистрации Александр Стрюк заявил, что российские войска захватили Воеводовку, что противоречит утверждению Генштаба Украины о неудаче российского наступления.
13 мая
Российские силы возобновили штурмовые операции в направлении Славянска, однако не смогли закрепиться на занятых территориях. Украинские войска уничтожили российский командный пункт около границы Донецкой области. Глава Луганской ОВА Сергей Гайдай заявил, что российские силы попытались захватить посёлки к востоку от Попасной для обеспечения доступа к трассе Т1303, однако им это не удалось. Российские телеграм-каналы заявили о занятии российскими силами позиций к западу от Горловки, однако ISW не смог независимо подтвердить это заявление. По мнению ISW, предыдущие сообщения об украинских артобстрелах в этом районе позволяют предположить, что российские силы вряд ли полностью захватили населённые пункты в этом районе. В соцсетях сообщили, что российские силы пытались продвинуться в Авдеевку с севера и под прикрытием миномётного огня. ISW не может подтвердить или опровергнуть это утверждение из-за малого количества информации в открытом доступе.
14 мая
Российские силы попытались продвинуться на восток от Попасной, а также продолжают атаки около Авдеевки. Украинские войска, вероятно, с целью подготовки постепенного отступления уничтожили дамбу на Мироновском водохранилище, что вызвало затопление территории, которое, скорее всего, замедлило продвижение российских войск на север. Глава Луганской ОВА Сергей Гайдай заявил, что российские силы пытались закрепиться на трассе Т1303 около Попасной. Генштаб Украины заявил, что российские силы достигли частичного успеха во время штурма в районе Авдеевки. В ДНР заявили, что российская пехота продвинулась, используя переданные координаты украинских позиций в районе Авдеевки. В соцсетях сообщили, что российские силы не входили в Авдеевку. ISW не может подтвердить или опровергнуть это утверждение из-за малого количества информации в открытом доступе, но украинские силы, вероятно, сохраняют свои укрепления в самом городе.
15 мая
Российские силы предприняли неудачные наземные атаки в направлении Славянска и Авдеевки. Генштаб Украины заявил, что российские силы провели неудачную атаку к юго-западу от Донецка, вероятно, направленную на занятие трассы Н15, ведущей в Запорожье. Российские телеграм-каналы заявили, что части войск ДНР продвинулись в районах к востоку от Авдеевки. Сергей Гайдай заявил, что российское командование продолжает попытки захватить трассу Лисичанск-Бахмут для окружения украинских войск в Рубежном, Северодонецке и Лисичанске. Сообщения в российских телеграм-каналах и наблюдаемые наступательные действия к северо-востоку от Попасной, по мнению ISW, указывают на попытку российских сил продвинуться к Лисичанску через трассу.
16 мая
Сообщалось, что украинские войска уничтожили российские пути коммуникации в районе Северодонецка, а также железнодорожный мост между Северодонецком и Лисичанском. Российские силы продолжили наступательные операции вокруг Тошковки, Пилипчатина и Горского. На донецком направление российские силы, согласно сообщениям, провели в основном неэффективные наземные наступления на Лиман, Бахмут, Кураховое, Шандриголовое и вокруг Донецка. Глава Луганской ОВА Сергей Гайдай заявил, что российские силы сконцентрировались на закреплении в районе Белогоровки, продолжая попытки захватить Северодонецк и трассу в Лисичанск. Генштаб Украины заявил, что российские силы не предпринимали активных наземных действий в Северодонецке, проводя вместо этого активные артобстрелы украинских позиций в районе Рубежное—Северодонецк—Лисичанск.
17 мая
Российские наземные силы достигли небольших успехов в продвижении по району Лимана. Также российские войска продолжают попытки захвата дорог в Лисичанск и Бахмут с юга и востока соответственно, достигнув незначительных успехов; российским силам удалось продвинуться на небольшое расстояние на север от Попасной с целью дойти до крупной дороги в Северодонецк. Сообщается, что российские силы попытались продвинуться по посёлкам к востоку от Авдеевки, однако, не достигли значительных результатов. В ЛНР заявили о взятии Новознановки, однако ISW считает, что силы ЛНР не вошли в посёлок, так как сообщалось об обстрелах территории российскими войсками, что указывает на наличие там украинских войск. Генштаб Украины заявил, что российские войска предприняли безуспешную атаку на село в 6 километрах на юго-восток от Северодонецка, а также о неудачной попытке захвата сегмента трассы Н20 к востоку от Авдеевки, что ведёт в Славянск.
18 мая
Российские войска в районе Попасной усилили обстрелы и прорвали оборону ВСУ к западу от города. Также они повысили интенсивность атак в районе Лимана. Продолжились безуспешные попытки продвижения к Славянску и Запорожью. Наиболее активны российские войска и артиллерия были в сёлах на востоке Авдеевки, но достичь территориальных приобретений не смогли. На опубликованной ЛНР видеозаписи запечатлена деятельность сил ЛНР в Орехово. Генштаб Украины заявил, что российские войска пытаются продвигаться на юго-запад и север от Попасной, но им не удалось захватить трассы в Бахмут и Лисичанск. Глава Луганской ОВА Сергей Гайдай заявил, что российские силы усилили авиационную поддержку пехоты в Луганской области.
19 мая
Российские войска усилили попытки продвижения на север и запад от Попасной. Также российские силы попытались прорвать украинскую оборону в западу и востоку от Авдеевки, и, не достигнув каких-либо успехов, предприняли массированный обстрел района. Генштаб Украины заявил, что российские войска несколько раз безуспешно атаковали сёла рядом с Попасной, ведущие к дорогам на Бахмут и Лисичанск. В ЛНР заявили об окружении украинских войск в Золотом и Горском, однако ISW не может независимо подтвердить это заявление. По словам представителей США, российские войска с целью захвата конкретных сёл в Донбассе начали работать на уровне рот вместо батальонных тактических групп.
20 мая
Российские новостные источники заявляют, что в Луганской области российские силы продвинулись в трёх направлениях. Российские войска продвигаются по ряду направлений: россияне захватили Щедрищево и Сиротино около Северодонецка; российские воздушно-десантные войска действовали к северу от Попасной, заняв Владимировку и Липовое, и прорвали оборону в Камышевахе; к югу от Попасной было захвачено Троицкое; наёмники российской частной военной компании «Вагнер» заняли Триполье и Выскриву к западу от Попасной. Украинские источники сообщают о продолжении штурма Выскривы. Российские телеграм-каналы заявили, что к западу от Лимана российские войска пытаются окружить украинские войска в районе Святогорска и штурмуют Яровое. Генштаб Украины заявил, что российские силы продолжают атаки вокруг Лимана. Также российские войска предприняли неудачные атаки вокруг Донецка в районе Авдеевки и Новобахмутовки.
21 мая
Российские войска взорвали один из двух мостов через Северский Донец между Северодонецком и Лисичанском, готовя таким образом условия для нарушения украинской линии снабжения и взятия Северодонецка. Сообщается об проведении российскими силами атак в направлении нескольких городов вокруг Попасной. Вокруг Лимана российские войска сконцентрировались на штурмовых операциях, однако подтверждённых успехов нет. Генштаб Украины заявил, что российская пехота ведёт бои в Липовом, Васильевке, Марьинке и Новомихайловке при поддержке артиллерии и авиации, а также о планах российских сил пересечь Северский Донец для возобновления операций в районе Ямполь—Сиверск.
22 мая
Генштаб Украины заявил, что к востоку от Северодонецка российские войска предприняли безуспешные атаки вокруг Осколоновки, Пурдовки, Щедрищева и Смолянинового. Также Генштаб подтвердил, что бои ведутся вокруг Попасной в районе Тошковки, Камышевахи, Триполья и Васильевки. Геолоцированное видео боёв во Владимировке подтверждает заявление Генштаба. ISW не может подтвердить полный контроль российских войск над каким-либо из этих населённых пунктов. Народная милиция ДНР заявила, что на юге им удалось взять под контроль Новосёловку.
23 мая
Сообщалось, что российские войска штурмуют Золотое и взяли под контроль выезды из города, а украинские силы отступили от Владимировки в Соледар. Также российским силам удалось взять под контроль Мироновское. Украинские войска отступили из Светлодарска, скорее всего, для защиты наземной линии снабжения в Бахмуте, взорвав при отступлении мост на Мироновском водохранилище. Российские источники заявили о зачистке российскими войсками Щедрищева и ведении боёв на окраине города. Министерство обороны Украины заявило, что российские силы пытаются прорвать украинскую оборону в районе Попасной вокруг Тошковки, Камышевахи, Ныркового, Васильевки, Новой Каменки и Мироновского. Согласно неподтверждённым сообщениям, российские войска начали штурм северной части Лимана и достигли как минимум частичного контроля над городом. Видеоматериалы в соцсетях, геолокацию которых удалось установить, показывают, что российские войска проводят тяжёлую бомбардировку города, скорее всего, для подготовки штурма. Также российские силы усилили артиллерийские обстрелы Авдеевки и скорее всего пользуются преимуществом, полученным в результате захвата Новосёловки, для продвижения на Авдеевку и взятия трассы, ведущей в Славянск.
24 мая
Российские войска начали наземные штурмы поселений приблизительно в 20 километрах на юго-запад от Северодонецка, однако не достигли самого города. Минобороны Британии отметило, что между российскими силами, наступающими на Северодонецк со стороны Рубежного, и наступающими с юго-запада Северодонецка, осталось около 25 километров. Также российские войска заняли Светлодарск. Видеозаписи в соцсетях показали прибытие подкрепления для продвижения в сторону трасс к Лисичанску и Бахмуту. Глава ДНР Денис Пушилин заявил, что российские силы начали штурм Лимана, но захвачена была только северная половина населённого пункта, а источники в ДНР заявили о попытках российских сил окружить ослабевающие украинские войска в Авдеевке, однако ISW не может подтвердить эти заявления.
25 мая
Российские войска продолжили наступления на восток от Попасной для захвата поселений вдоль дороги Т1303, ведущей в Лисичанск, и на юго-запад вдоль дороги Т0504, ведущей из Попасной в сторону Бахмута. Сообщается, что российские силы плотно обстреливают Бахмут и продвинулись к городу из Светлодарска, а также сообщается, что российские силы приблизились к Северодонецку на достаточное для ведения миномётного огня расстояние. Минобороны Украины заявило, что российские войска провели несколько атак в районе Северодонецка и Лисичанска. Глава Луганской ОВА Сергей Гайдай заявил, что российские войска захватили контроль над дорогой Т1302. Также он сообщил, что Россия задействовала более 10 000 военнослужащих — примерно 25 батальонных тактических групп по 300—500 военнослужащих каждая — и военную технику, включая зенитно-ракетные комплексы С-400. Видеозаписи в социальных сетях, на которых, как заявляется, российские войска вошли в Лиман с востока, предполагают отступление украинских войск из населённого пункта. Российским силам не удалось захватить посёлки с востока и запада от Авдеевки, а также они не достигли никаких территориальных успехов на границе Донецкой и Запорожской областей. Сообщается о нескольких обстрелах железнодорожных путей рядом с Авдеевкой.
30 мая
Российские войска вошли в центр Северодонецка.
31 мая
Российские войска продолжали наступление в Северодонецке и его окрестностях, сообщалось, что ВСУ выводятся из центра города. ISW заявил, что российские войска контролируют до 70 % Северодонецка и продолжают укреплять позиции в его центре. По сообщению главы Луганской области Сергея Гайдая, большая часть Северодонецка занята российскими войсками.

#### Июнь
5 июня

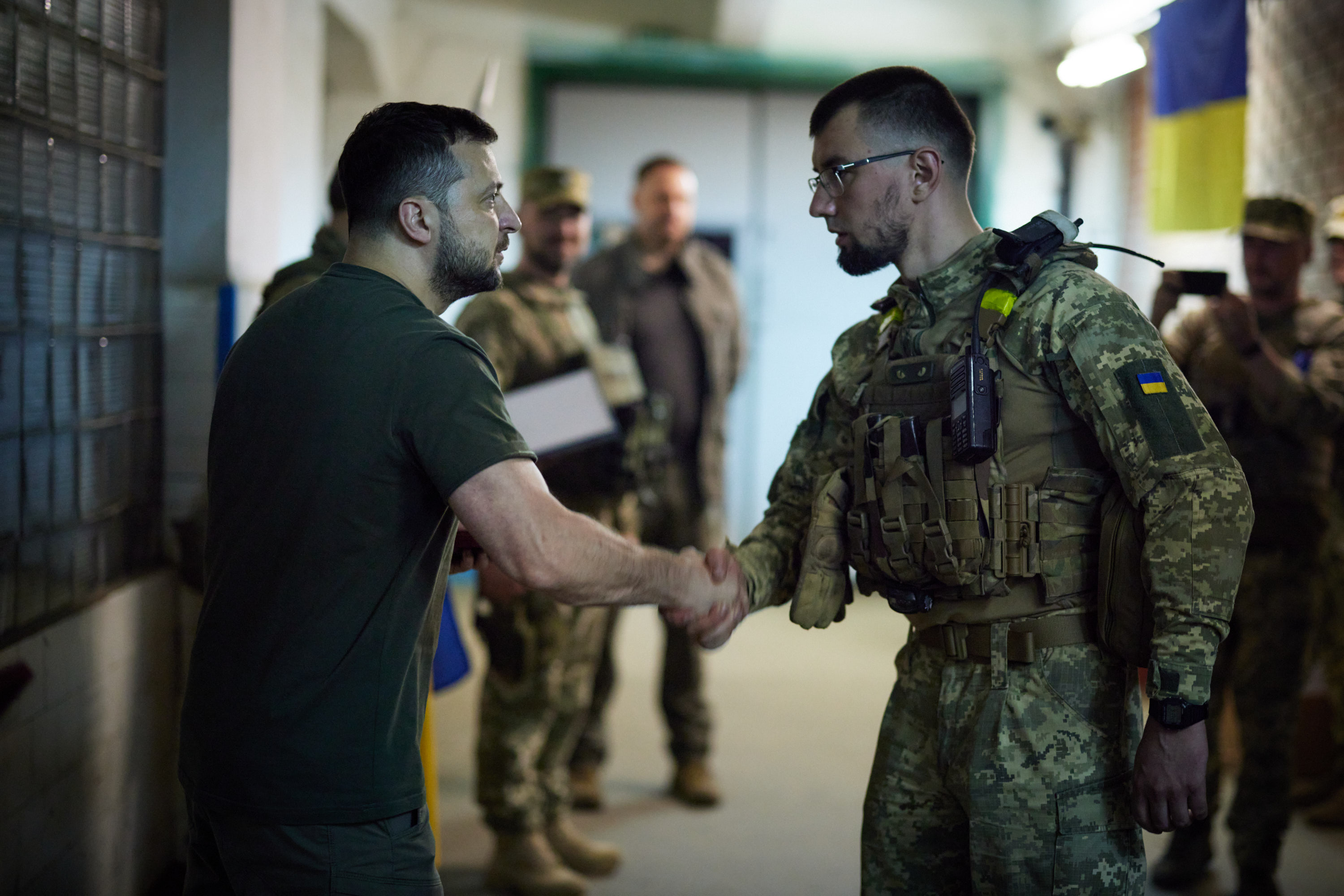
Рабочая поездка Президента Украины в Донбасс, 5 июня 2022 года

Глава Луганской облгосадминистрации Сергей Гайдай заявил, что за последние два дня украинские войска отбили у российских войск 70 % Северодонецка и что российские войска в настоящее время контролируют только восточную окраину города. Однако украинский журналист Юрий Бутусов опроверг утверждения Гайдая и заявил, что ВСУ контролируют в Северодонецке только территорию завода «Азот».
9 июня
Штаб территориальной обороны ДНР заявил о начале боёв за Славянск, но ни российская, ни украинская сторона не подтвердили заявление.
14 июня
По данным BBC, в понедельник около полудня начали поступать первые сообщения о массированных обстрелах Донецка. Представители ДНР и российские СМИ сообщили о ряде ударов артиллерии, под один из которых попал местный рынок Майский, после чего на нём начался пожар. К середине дня массированные обстрелы продолжились. Вечером власти ДНР заявили, что по городу было выпущено более 300 снарядов тяжёлой и реактивной артиллерии, в результате чего погибли по меньшей мере 5 человек и 30 получили ранения. Обстрелы подтвердил представитель ООН Стефан Дюжаррик, по его словам, снаряды падали в 50 метрах от офиса его организации, были повреждены рынок и жилой дом. В 9 часов вечера, по данным BBC, появились сообщения о попадании снаряда в роддом Донецка. По сообщениям российских государственных информагентств, здание загорелось, персонал и пациентки укрылись в подвале, жертв не было.
Власти ДНР обвинили в обстрелах украинские войска. Украинская сторона заявила, что обвинения безосновательны, и что украинские войска с 2014 года не обстреливают Донецк. BBC отмечает, что нет никаких гарантированных доказательств причастности к обстрелам той или иной стороны. BBC указывает на то, что, по словам местных жителей, разница во времени между выстрелом артиллерии и прилётом снаряда составляет пару секунд, и возникли сомнения, что снаряд за это время может успеть долететь с украинских позиций. BBC в поддержку этого указывает на репортажах газеты «Известия», в которых корреспондент заявляет, что, в частности, по центру Донецка бьёт «120-й миномёт», и при этом разница между выстрелом и прилётом составляет 2 секунды. Представитель ООН Стефан Дюжаррик сообщил, что у ООН вызывает большую озабоченность ситуация в неподконтрольных Украине районах Донецкой области, где постоянные обстрелы и бомбардировки ведут к жертвам среди гражданских.
23 июня
Британская разведка сообщала, что с 19 июня российские войска, по всей вероятности, продвинулись более чем на пять километров в направлении Лисичанска, последнего крупного города Луганской области, остававшегося под контролем Украины.
24 июня
Утром глава Луганской облвоенадминистрации Сергей Гайдай объявил, что ВСУ придётся покинуть Северодонецк, «потому что находиться на разбитых позициях не имеет смысла: растёт число погибших».
Власти Украины сообщили, что российские войска заняли все населённые пункты Горской городской общины Северодонецкого района Луганской области.

#### Июль
1 июля
Российские войска продолжали наступление в районе к югу и юго-западу от Лисичанска с целью окружить город и перерезать пути снабжения ВСУ.
2 июля
Российские войска продолжали наносить удары в районе к юго-западу от Лисичанска. Генштаб ВС Украины подтвердил, что они заняли позиции в селе Верхнекаменка в 15 км к юго-западу от Лисичанска. Атаки российских войск к северу от Славянска были безуспешны.
3 июля

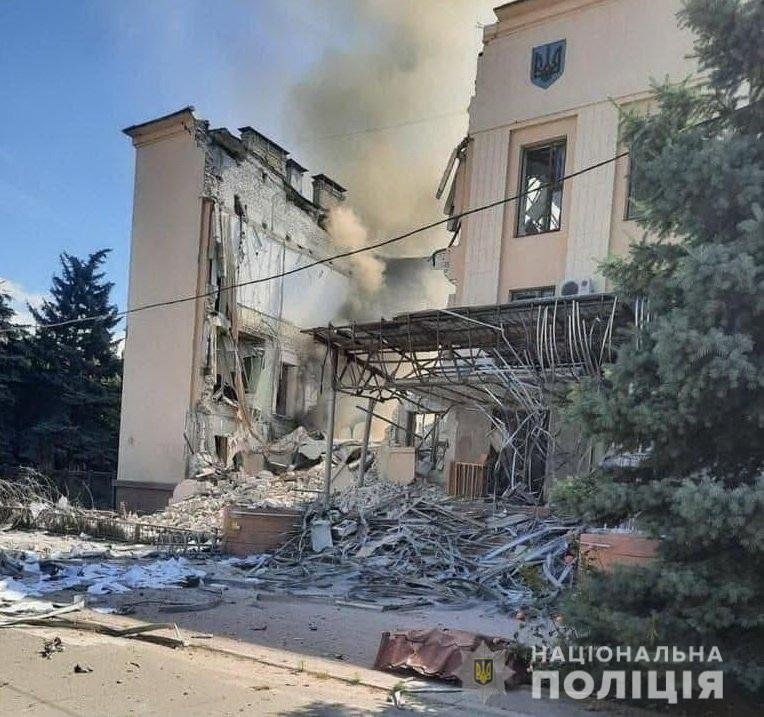
Здание администрации Лисичанска после боёв за город

Министр обороны России Сергей Шойгу и глава ЛНР Леонид Пасечник заявили, что союзные войска России и республики установили полный контроль над Лисичанском. Генштаб ВСУ подтвердил, что украинские войска покинули город, пояснив, что в условиях многократного превосходства войск противника «в артиллерии, авиации, системах активного огня, боеприпасах и личном составе продолжение обороны города привело бы к фатальным последствиям». Лисичанск был последним городом Луганской области, контролировавшимся украинской армией. Власти ЛНР заявили об установлении полного контроля над территорией Луганской области и о начале боев за Северск.
Президент России Владимир Путин приказал министру обороны Сергею Шойгу продолжить наступление в Донбассе как и планировалось, добавив, что части, воевавшие на луганском фронте, «должны отдохнуть, нарастить боеспособность», предложив оперативную паузу в течение этой оси, поскольку их достижения консолидируются, а линии снабжения укрепляются. В начале июля Россия продолжала пополнять свои силы.
5 июля
Войска РФ продолжили наступление к северо-западу и востоку от Славянска. Глава военно-гражданской администрации Славянска Вадим Лях призвал мирных жителей эвакуироваться как можно быстрее в связи с продвижением войск противника к городу.
6 июля
Глава Луганской ОВГА Сергей Гайдай заявил, что российские войска не полностью контролируют территорию Луганской области. По его словам, «некоторые населенные пункты были захвачены каждой стороной по нескольку раз».
9 июля
Войска РФ и ЛНР продолжили наступление западнее Лисичанска в сторону Северска. Генштаб ВС Украины заявил, что они начали штурм села Григоровка примерно в 11 км к северо-востоку от Северска. Помощник главы МВД ЛНР Виталий Киселёв заявил, что они взяли Григоровку. По данным властей Украины, на бахмутском направлении войска противника нанесли ракетные удары по Дружковке вдоль украинских сухопутных коммуникаций к западу от Бахмута (Артемовска) и обстреляли железнодорожную станцию в Часовом Яру примерно в 13 км к западу от Бахмута. Согласно заявлению украинских властей, в результате российского удара по жилым домам в Часовом Яру погибло 48 и было ранено 24 гражданских. Российские СМИ заявляют, что ВКС РФ целились по военным объектам.
11 июля
Президент Украины Владимир Зеленский отверг мнение о продолжающейся «оперативной паузе» со стороны российских войск, сославшись на продолжающиеся обстрелы, авиаудары и продолжающиеся сообщения о том, что украинские войска отражают различные атаки России. Он настаивал на том, что 34 российских авиаудара за последние сутки не свидетельствуют об «оперативной паузе».
16 июля
Минобороны России заявило об окончании оперативной паузы. По оценкам Министерства обороны Великобритании, на 16 июля Северск оставался под частичным контролем украинской стороны.
17 июля
Глава Луганской областной военно-гражданской администрации Сергей Гайдай заявил, что два села остаются подконтрольными украинской власти.
Российские и украинские источники сообщали о боях в Ивано-Даревке, Белогоровке и под Берестовым.
18 июля
Представитель Народной милиции ДНР Эдуард Басурин заявил, что войска республики полностью перекрыли дорогу от Авдеевки до Константиновки и окружили Авдеевку полукольцом.
Украинские власти утверждают, что были отражены многочисленные атаки российских войск в Донецкой области.
20 июля
Штаб территориальной обороны ДНР заявил, что союзные войска России и республики взяли под контроль Берестовое, примерно в 25 км к северо-востоку от Бахмута (Артемовска).
25 июля
Штаб территориальной обороны ДНР заявил, что войска республики ведут «зачистку» на крупнейшей украинской тепловой электростанции Углегорской ТЭС, которая расположена в городе Светлодарске Донецкой области.
26 июля
Генштаб ВС Украины заявил, что в Семигорье ведутся бои.
28 июля
Войска России и ДНР начали наступление, чтобы окружить Авдеевку. Союзные силы штурмовали города Красногоровка, Пески и другие города к северу от Авдеевки.
29 июля
Украинские военные заявили, что нейтрализовали 270 военнослужащих РФ и ДНР, а также уничтожили семь танков и успешно отразили все атаки на фронтах Соледар-Верня и Авдеевка-Пески. Тем не менее власти ДНР заявили, что войска России и республики в районе Авдеевки значительно продвинулись к северу и востоку от города.
В исправительной колонии в Оленовке, в которой содержались украинские военнопленные, произошёл взрыв в одном из бараков. Власти РФ и ДНР заявляли, что инцидент стал результатом удара систем HIMARS со стороны ВСУ. Власти Украины заявили, что российские военные взорвали здание, чтобы скрыть факты пыток и внесудебных казней.
30 июля
Владимир Зеленский приказал всем оставшимся гражданским лицам в Донецкой области эвакуироваться. По украинским оценкам, в контролируемой Украиной части региона проживало от 200 000 до 220 000 мирных жителей.
31 июля
Заместитель министра информации ДНР Даниил Безсонов заявил, что войска России и республики закрепили позиции на юго-восточной окраине Песков.

#### Август
1 августа
ВС РФ нанесли массированные удары по населённым пунктам южнее и юго-восточнее Бахмута, а также задействовали ДРГ вблизи города.
2 августа
Президент Украины Владимир Зеленский заявил, что на месте боёв в районе населённых пунктов Авдеевка и Пески творится «просто ад». «Мы ещё не можем полностью сломить преимущество российской армии в артиллерии и в живой силе, и это очень чувствуется» — сообщил он.ВС РФ добились ограниченных успехов и незначительных продвижений вглубь позиций сил Украины, многократно усилив удары и обстрелы города, а также начав первые попытки выйти на юго-восточные окраины Бахмута.
4 августа
Представители ДНР заявили об обстреле Донецка, в результате которого погибли пять человек и шестеро получили ранения. Удар был нанесён по Ворошиловскому району: гостинице «Донбасс палас» и Донецкому академическому театру оперы и балета, в котором проходила церемония прощания с бойцом Народной милиции ДНР Ольгой Качурой. Украинские военные не подтвердили нанесения ударов по Донецку.
Начальник Авдеевского городского военного управления Виталий Барабаш заявил, что от довоенного населения Авдеевки осталось всего 10 % или около 2500 человек.
Украинский генерал Алексей Громов сообщил на пресс-конференции, что украинские войска отбили две деревни вокруг Славянска, но были отброшены к окраине Авдеевки после того, как были вынуждены покинуть угольную шахту, считавшуюся ключевой оборонительной позицией.
Представители Народной милиции ДНР утверждали, что войска России и республики полностью взяли поселок Пески под свой контроль. Однако Генштаб ВС Украины сообщил, что попытки союзных войск продвинуться на Пески не увенчались успехом.
В районе Бахмута действовало до 5—7 ударных БТГ РФ, приблизившись к городу на расстояние до 4—6 км.
5 августа
Помощник министра внутренних дел ЛНР Виталий Киселев заявил, что отдельные бригады войск ДНР и силы ЧВК Вагнера взяли под контроль половину Марьинки, а Генштаб ВСУ сообщил, что попытки войск России и ДНР продвинуться на Марьинку не увенчались успехом.
ВС РФ смогли занять угольную шахту Бутовка-Донецкая, при этом отойдя на край Авдеевки, создав опасное положение для группировок войск РФ в Песках.
6 августа
ВС РФ зашли в юго-восточную часть Песок.
7 августа
Российские военные вышли к центру Песок. К югу от Бахмута была сформирована линия обороны, тем самым город попал в полуокружение.
8 августа
ВС РФ усилили разведывательные действия России под Яковлевкой и Бахмутской у позиций ВСУ (15 км на северо-восток от города), а также наступательные действия под Зайцево и Вершиной (10 км к юго-востоку от Бахмута), направленные на усиление полуокружения и сокращение фронта.
9 августа
ВС РФ смогли в общем счёте продвинуться на 10 км вглубь позиций ВСУ, а также частично захватить Вершину, приблизившись на 2 км (теперь удаление было в 13 км) к городу.
10 августа
Штаб терробороны ДНР заявил, что ВСУ обстреляли территорию пивоваренного завода в Калининском районе Донецка, в результате чего произошла утечка токсичного аммиака. По заявлению штаба терробороны ДНР, зона поражения после удара составила два километра. Жителей города призвали не открывать окна и не выходить на улицу. По предварительным данным ДНР, в результате обстрела погиб один человек, ранены — двое.
На следующий день ВС РФ атаковали со стороны Кодемы (11 км к юго-востоку от Бахмута) и Новолуганского (18 км к юго-востоку от Бахмута), при этом успешно захватив Гладосово в 13 км от Бахмута, усиливая наступления с севера и юга и стараясь взять ВСУ в тиски.
12 августа
ВС РФ не смогли успешно развить свою операцию по наступлению и с потерями были вынуждены отступать в районе Яковлевки, Кодемы, Вершины и Весёлой Долины (5 км к юго-востоку от города), однако не отказываясь от дальнейших атак.
13 августа
Представители ВС РФ в очередной раз сообщили о захвате Песок, однако это вновь оказалось поспешным и ложным заявлением — боевые действия продолжались. По оценкам ISW, армия РФ временно приостановила к этой дате наступления для укреплений своих позиций и наступлению на Первомайское, Невельское и Опытное, зайдя фактически в тыл Песок.
18 августа
ВС РФ начали продвижение по трассе Т1302 из Соледара, а также провели боевые действия под Владимировкой, параллельно ведя генеральное наступление из Покровского (10 км от Бахмута), повторно захватив Семигорье и продвигаясь от Клинового и Кодемы на юг к Бахмуту, в том числе начиная бои за трассу Т0513 Горловка — Бахмут, тем самым ведя наступление с трёх направлений: Горловка — юго-запад вдоль Т0513, Соледар — северо-восток вдоль Т1302, Клиново — Вершина — вдоль М-03 и Е40.
Завязались бои у Первомайского в 10 километрах к западу от Песок
19 августа
ВС РФ захватили Дачу.
24 августа
ВС РФ смогли выйти к Победе. ВС РФ смогли впервые полностью освободить Пески.
29 августа
ВСУ смогли частично отбить Пески.

#### Сентябрь
2 сентября
Пески окончательно перешло под контроль ВС РФ, при этом в окрестностях продолжались тяжёлые бои.
3 сентября
Вооружённые силы Украины форсировали Северский Донец, штурмом взяв Озёрное недалеко от окраин Красного Лимана (Лимана), создав себе плацдарм для наступления на Лиман и ослабив контроль над левым берегом реки, и, продолжая активно развивать свой успех, продолжили наступление в сторону города, заняв 5 сентября Старый Караван, создав угрозу для дислоцированных вблизи российских и сепаратистских сил и взяв штурмом Савинцы, позволив отрезать Балаклею от тыловых подразделений, а также начав контрнаступление в Харьковской области, что позволило быстро дойти до окраин Лимана.
6 сентября
ВС РФ заняли Кодему под Бахмутом.
9 сентября
ВСУ в рамках контрнаступления смогли прижать российские БТГ к окраинам Лимана, а также нарушить снабжение войск в регионе.
10 сентября
Началось генеральное наступление на Лиман с целью окружить город и уничтожить внутри войска РФ и ЛДНР. К городу была переброшена военная техника, а на подступах к городу шли активные бои, в результате чего ВСУ смогла занять лесничество Лимана, а также южные и юго-западные окраины города, создав панические настроения в рядах ВС РФ.
12 сентября
Украинскими войсками был создан ещё один плацдарм на Северском Донце, был взят штурмом Святогорск, начались бои за Богородичное и Ямполь.
13 сентября
ВСУ с боем вышли к Белогоровке, создав уязвимую ситуацию для ВС РФ, а также расширив свой фронт в данном направлении, что позволило разместить большее число войск на направлении.
14 сентября
Представитель Народной милиции ЛНР Андрей Марочко назвал ситуацию сложной, заявив, что «территория ЛНР полностью контролируется».
15 сентября
Глава ЛНР Леонид Пасечник заявил о попытке ВСУ наступления про всему фронту.
ВСУ заняли Сосновое и, угрожая окружением, выбили войска РФ из Студенка, на фоне чего ВС РФ в экстренном порядке начали укрепление своих сил в Лимане, выдвигая туда свои резервы.
16 сентября
ВСУ, вероятно, вошли на окраины Лимана, в ответ на что армия России обстреляла город.
17 сентября
ВСУ штурмом взяли Диброву, Брусовку и Щурово, параллельно расширяя свои плацдармы на реке, создав угрозу окружения российских войск вблизи Лимана и самого города.
19 сентября
Украинские войска заняли село Белогоровка Луганской области, сообщалось об их продвижении до Кременной. Началось широкомасштабное наступление по линии Лиман-Ямполь-Белогоровка, где ВСУ начали бои за Яровую и Дробышево.
Назначенный пророссийскими сепаратистами мэр Донецка Алексей Кулемзин заявил об обстреле Куйбышевского района города (в результате которого погибли 13 мирных жителей), обвинив украинские войска. По его словам, среди погибших двое детей, количество раненых уточнялось. Также в ДНР сообщили о гибели трёх человек из-за пожара после обстрела рынка в Кировском районе города. ВСУ эту информацию не прокомментировали.
20 сентября
Власти ДНР и ЛНР объявили о проведении с 23 по 27 сентября референдумов о вхождении республик в состав России.
21 сентября
ВСУ наполовину освободили Дробышево, частично прорвав линию обороны Ямполя и Лимана, а также усилив угрозу окружения сил России.
22 сентября
Украинские войска прорвали оборону ВС РФ в Редкодубе и Карповке, а также взяли штурмом Коровий Яр.
Российские войска заняли Жованку под Бахмутом.
23 сентября
ВСУ восстановили контроль над селом Яцковка Донецкой области. Оно находится к востоку от реки Оскол, по которой проходит бо́льшая часть восточного фронта.
28 сентября
ВСУ форсировали реку Северский Донец в Дроновке, штурмовали Северский Донецкий лесопарк[уточнить] и успешно заблокировали критическую дорогу Кременная-Торское.
Украинские войска взяли под контроль Новое и Новоселовку в Донецкой области и продвинулись на восток к Катериновке.
30 сентября
ВСУ прорвали российскую оборону в 10 километрах к северу от Лимана. Они перерезали дорогу Торское — Дробышево, которая была для российской группировки последней возможностью для снабжения и отхода. В окружении могло оказаться более 5 тысяч человек.

#### Октябрь
1 октября
Вооружённые силы Украины взяли город Лиман. Войска России и ДНР оставили город под угрозой окружения.
Владимир Зеленский объявил о взятии под контроль поселка Ямполя.
2 октября
ВСУ продолжили продвижение на восток и северо-восток от Лимана, заняв ряд населённых пунктов, включая Торское. ВС РФ отступили в Кременную и к рубежу вдоль шоссе Сватово — Кременная.
Зеленский заявил, что Лиман «полностью очищен».
Украинские войска обстреляли позиции войск России и ЛНР в Кременной и в то же время продвинулись до шоссе Р-66, соединяющего Кременную и Сватово, и атаковали как с севера, так и с запада.
3 октября
Украинские войска продвинулись к участку трассы возле Червонопоповки и Песчаного, как в Луганской области, так и вдоль дороги Святово-Кременная в 5 км к северу от Кременной. Российские СМИ с большой обеспокоенностью обсуждали эти украинские наступательные действия и предположили, что украинские войска, скорее всего, двинутся к границе Луганской области и атакуют Кременную в 30 км к востоку от Лимана. Российские войска, в том числе части отряда БАРС-13 и 20-й общевойсковой армии, вышли из-под Лимана и вновь обосновались в Кременной, где, по утверждению российских источников, проходила новая линия фронта.
4 октября
Президент России Владимир Путин подписал федеральные законы, ратифицирующие «договоры о принятии ДНР и ЛНР в Российскую Федерацию».
Замечено присутствие ВСУ в Богуславке и Боровской Андреевке на границе Луганской и Харьковской областей. Сообщалось о боях в районе Краснореченского на шоссе Сватово — Кременная.
6 октября
Украинское контрнаступление активно продвигается в Луганскую область.
9 октября
ВСУ продолжили продвижение от реки Оскол в Луганскую область, заняв Стельмаховку в 18 км от Сватова, а также, по официальным заявлениям, Надию, Андреевку и Новоегоровку.
11 октября
ВС РФ смогли приостановить наступление ВСУ на рубеже по левому берегу реки Жеребец. По данным российских военкоров, российские войска 10-11 октября провели локальную контратаку вблизи Кременной и отбили Терны, Торское, Новосадово, Макеевку и Невское.
27 октября
Российские войска вновь заняли цементный завод в Бахмуте.

#### Ноябрь
4 ноября
Российские войска атаковали мебельную фабрику в Бахмуте.
12 ноября
ВС РФ заняли железнодорожную станцию Майорск.
13 ноября
Российские войска пытались прорвать оборонительные рубежи украинских войск в Бахмуте, Соледаре, Павловке и Угледаре, тем самым был занят Майорск под Бахмутом..

#### Декабрь
15 декабря
Подконтрольный России мэр Донецка Алексей Кулемзин сообщил, что утром город подвергся самому массированному удару начиная с 2014 года. По его словам, Донецк был обстрелян 40 ракетами РСЗО «Град». Опираясь на свидетельства очевидцев, он сообщил, что были прямые попадания в многоэтажные дома по проспекту Ватутина, Школьному бульвару, а также в студенческий городок и детсад. В результате пострадали пять человек, среди которых — ребёнок.

### 2023 год

#### Январь
11 января
Минобороны России заявило о блокировании Соледара с севера и юга подразделениями воздушно-десантных войск. По информации ведомства, ВСК РФ наносят удары по опорным пунктам украинских военных, в самом городе ведут бои штурмовые отряды.
Ранее основатель ЧВК Вагнера Евгений Пригожин сообщил, что его части взяли Соледар под полный контроль, а в центре города образован котел, где идут бои. Пресс-секретарь президента РФ Дмитрий Песков заявил о положительной динамике российских войск в Донбассе, которая даётся ценой «фантастического героизма».
19 января
Российские силы взяли Клещиевку под Бахмутом.
21 января
Институт изучения войны считал, что российские силы, вероятно, постепенно продвигаются вперёд в районе Бахмута. В отчёте Генштаба Украины предполагается, что российские войска могли продвинуться в западную часть Соли (к северо-востоку от Бахмута) для наступления на Васюковку и что российские войска могли также продвинуться к юго-западу от Бахмута в районе Клещеевка-Курдюмовка для наступления на Предтечино. Минобороны России дополнительно утверждало, что российские войска взяли под контроль населённый пункт Двуречье (8 км к северо-востоку от Бахмута), а российские военные блогеры утверждали, что бойцы ЧВК «Вагнер» захватили Краснополевку (12 км к северо-востоку от Бахмута). На кадрах с геолокацией видно, что российские войска постепенно продвигаются в южной части Клещеевки (примерно в 8 км к юго-западу от Бахмута) и на юго-восточных окраинах самого Бахмута. Российский военный блогер заявил, что российские войска пытаются продвинуться из Дылеевки в Белую Гору (примерно в 20 км к юго-западу от Бахмута), вероятно намереваясь перерезать трассу Константиновка — Часов Яр — Бахмут.
25 января
Представитель Восточной группировки ВСУ Сергей Череватый подтвердил отступление украинских войск из Соледара «для сохранения жизни личного состава», не уточнив, когда это произошло.
26 января
Российские войска начали штурм Угледара. Советник главы ДНР Игорь Кимаковский заявил, что российские войска «вошли и закрепились на окраинах» города. Генштаб ВСУ заявил об отражении атаки. Интернет-издание «Медуза» отметило, что заявления сторон не были подтверждены.
29 января
Основатель ЧВК Вагнера Евгений Пригожин заявил, что подразделения Вагнера захватили село Благодатное (в 12 км к северо-востоку от Бахмута).

#### Февраль
13 февраля
Минобороны России сообщило, что при огневой поддержке Южной группировки войск штурмовыми отрядами, состоявшими из добровольцев, был взят населенный пункт Красная гора, расположенный в семи километрах от Бахмута. Комментариев украинской стороны не поступило.
15 февраля
Минобороны РФ сообщило о прорыве двух линий обороны украинских войск в районе Луганской области, уточнив, что вторая была более укрепленной, чем первая. При этом, по заявлению ведомства, части ВСУ отступили на расстояние до 3 километров от занимавшихся ранее рубежей. В свою очередь в офисе президента Украины Владимира Зеленского сообщили, что на данном направлении было отражено несколько атак российских частей, добавив, что ситуация в регионе продолжает оставаться сложной.

#### Март
3 марта
Был разрушен мост, на последней дороге с твёрдым покрытием, в Хромово, к селу подошли силы ЧВК «Вагнер», и для снабжения группировки под Бахмутом остались доступны только грунтовые дороги. Начался частичный отвод ВСУ из района Забахмутка.
7 марта
Украинские силы провели контролируемое отступление изм Забахмутки.
8 марта
ЧВК «Вагнер» полностью занял Забахмутку.
19 марта
ВСУ провели контратаку к юго-западу от Ивановского, оттеснив российские силы от шоссе Т0504.

#### Май
10 мая
3-я отдельная танковая бригада ВСУ выбила с плацдарма канала Северский Донец — Донбасс подразделения вновь сформированной в 2022 году 72-й мотострелковой бригады ВС РФ. Пригожин сообщил о 500 убитых бойцах Вагнера.
20 мая
Глава ЧВК Вагнер Евгений Пригожин заявил о захвате Бахмута.

#### Июнь
5 июня
В ходе контрнаступления,ВСУ смогли вернуть село Новодонецкое.
6 июня
Российские войска вновь взяли Новодонецкое
12 июня
К этому дню ВСУ ликвидировали Времевский выступ, вернув контроль над сёлами Сторожевое, Нескучное, Благодатное и Макаровка.
25 июня
ВСУ освободили село Ровнополь.

#### Июль
27 июля
ВСУ заняли село Старомайорское.

#### Август
16 августа
ВСУ смогли вернуть Урожайное.

#### Сентябрь
15 сентября
ВСУ смогли, в ходе наступления под Бахмутом, вернуть Андреевку.
17 сентября
ВСУ смогли вернуть Клещеевку.

#### Октябрь
Российские войска начали активнее наступать на авдеевском направлении, а также пытались атаковать на купянском, лиманском и бахмутском направлениях.

#### Ноябрь
2 ноября
72-я бригада отбила атаку 155-й бригады морской пехоты ВС РФ на Угледар. ВСУ потеряли 17 единиц техники, ВС РФ — 60 единиц (включая танки Т-72Б3 и Т-80БВ).

#### Декабрь
17 декабря
Две российские колонны техники пытались прорваться в Авдеевку с юга. Танки и БМП подорвались на минах и были оставлены, однако их экипаж смог безопасно вернуться на свои позиции из-за того, что у оборонявшихся не было гранат и мин, а FPV-дроны в такую погоду не могли взлететь.
25 декабря
Российские войска полностью взяли Марьинку, которая была полностью разрушена боями.

### 2024 год

#### Февраль
4 февраля
Российские войска прорвались и закрепились в северной части города, поставив под угрозу единственную линию снабжения украинских войск в городе, что сделало положение защитников близким к критическому.
17 февраля
Под угрозой окружения ВСУ оставили Авдеевку.

#### Апрель
18 апреля
Российские войска продвинулись на 3 километра вдоль железной дороги и достигли южных окраин Очеретино, а также вышли на окраины Новокалиново (в нескольких километрах восточнее Очеретино). Была прорвана первая линия обороны ВСУ.
22 апреля
Российские войска достигли центральной части Очеретино, захватив железнодорожную станцию и водрузив флаг на здании поселковой администрации.
25 апреля
Российские войска взяли Новобахмутовку.
27 апреля
Российские войска заняли село Соловьёво, в этот же день они вышли к западной окраине Очеретино.
28 апреля
Российские войска заняли сёла Семёновка и Бердычи.

#### Май
4 мая
Российские войска заняли сёла Архангельское, Новокалиново и посёлок Керамик. Под Угледаром ВСУ опубликовали фотографии 32 поврежденных или уничтоженных российских машин после атаки 5-й танковой бригады, 37-й мотострелковой бригады и 40-й бригады морской пехоты ВС РФ. Некоторые из машин представляют собой «танки-черепахи», которые ВС РФ начали использовать только в последние недели апреля.
5 мая
Российские войска взяли Очеретино под полный контроль.

#### Июнь
28 июня
ВСУ уничтожили российскую колонну в Угледаре, которая атаковала и не смогла отрезать обороняющуюся 72-ю механизированную бригаду. Бригада заявила, что подбила 16 танков Т-80, 34 боевые машины и 19 мотоциклов, а также убила или тяжело ранила более 800 российских солдат в ходе штурма.
29 июня
В ходе начавшегося наступления на Торецк, российские войска взяли посёлок Шумы.
30 июня
Отряд «Ветераны» проник через подземную трубу на окраины посёлка Пивничное, захватив опорный пункт ВСУ. Российские войска продвинулись на 2,6 км в глубину и 5,6 км в ширину на направлении Торецка. Россияне продвинулись в районе Зализного (бывшее Артёмово) и действовали вдоль улицы Московской на окраине Пивничного. Также наступление шло к югу от Торецка в направлении Нью-Йорк.

#### Июль
3 июля
Колонны российских солдат на мотоциклах попытались штурмовать украинские позиции в Угледаре, но были отбиты, потеряв не менее 19 единиц.
22 июля
ВС РФ захватили юго-западную Нью-Йорка и продвинулись до улицы Есенина.
29 июля
Бои продолжались в Дружбе, Нью-Йорке, Пивденном, Пивничном и Зализном; российские войска сделали незначительное продвижение к востоку от Торецка и в Нью-Йорке.
Российские войска продолжали обстреливать и наносить удары по Торецку, в том числе с помощью управляемых планирующих бомб.
В середине июля ВС РФ прорвались вдоль железной дороги Покровск-Артёмовск и заняли село Прогресс вместе с его железнодорожной станцией, что создало тяжёлую ситуацию для украинских сил на направлении Покровска.
После этого ВС РФ обошли позиции ВСУ, обороняющие соседние участки фронта и вышли к ним в тыл, принудив к оставлению позиций. ВСУ провели контратаки при поддержке танков, но не смогли остановить наступательные действия российских военных. В результате продвижение ВС РФ в сторону Покровска составило несколько километров. По информации OSINT-канала Deep State, тесно связанного с Минобороны Украины, ВС РФ заняли сёла Весёлое и Тимофеевка.

#### Август
7 августа
ВС РФ взяли Сергеевку и начали продвижение к Гродовке, захват которорого позволит наносить артиллерийские удары по самому Покровску.
11 августа
Российские войска захватили последние части Пивденного в процессе захвата линии обороны 2014 года и продвинулась до восточных окраин Торецка.
14 августа
Вооружённые силы РФ почти полностью заняли Зализное и Пивничное, расположенные возле Торецка. По сообщению украинских источников, войска Украины, ранее расположенные между Нью-Йорком и Зализным, из-за угрозы быть окружёнными отступили в сторону Торецка.
15 августа
Российские войска в районе Гродовки восточнее Покровска, а также в районе Желанного, Николаевки и Орловки, расположенных к юго-востоку от Покровска. По оценке ISW, ВС РФ заняли Орловку и Желанное.
19 августа
Минобороны РФ заявило о контроле над городом Зализное в Донецкой области.
20 августа
Согласно заявлениям российской Минобороны от 20 августа, в результате действий группировки войск «Центр», нанесших поражение крупной группировке украинских военных, посёлок Нью-Йорк перешёл под контроль ВС РФ. Украинский OSINT-канал Deep State ночью с 19 на 20 августа заявил, что в городе продолжаются бои. Минобороны Украины заявило, что 20 % территории города находится под контролем ВСУ, в то время как ВС РФ продолжили движение в сторону посёлка Нелеповка.
Министр обороны РФ А. Р. Белоусов поздравил 9-ю омсбр со взятием Нью-Йорка и 132-ю омсбр со взятием Зализного. Однако ISW не наблюдал свидетельств взятия Нью-Йорка россиянами.
21 августа
Главнокомандующий ВСУ Александр Сырский заявил, что вокруг Покровска идут тяжёлые боестолкновения, в ходе которых ВС РФ провели 45 атак.
22 августа
Российские войска начали штурм Новогродовки. Помимо этого, российские войска пытаются обойти Новогродовку с восточной стороны.
Российские военные совершили первую атаку на Торецк, продвигаясь от Пивничного в восточную часть города.
23 августа
Российские войска вошли в Новогродовку. По информации Meduza от 23 августа, российские военные почти полностью заняли посёлки Пивденное (Ленинское) и Пивничное (Кирово), Дружба и Зализное, расположенные южнее и восточнее Торецка. ВС РФ вплотную подошли к Торецку с юго-востока.
27 августа
Институт изучения войны на основании анализа геолоцированных кадров подтвердил значительные тактические успехи РФ: продвижение ВС РФ более чем на 2 км на северо-запад города Новогродовка, что свидетельствует об удержании центра города. Геолоцированные кадры также подтверждают продвижение ВС РФ в юго-восточной части Гродовки. ВС РФ заняли Новогродовку, что ослабит гарнизон ВСУ, охраняющий Угледар. Начались бои за Селидово.
28 августа
По информации российских военных блогеров, в ходе боёв за Селидово ВС РФ взяли под контроль трассу Покровск — Курахово, являющуюся одной из основных логистистических магистралей Донецкой области. В этот же день российскими подразделениями занято село Мемрик, расположенное между Селидово и Карловкой, что поставило под угрозу оборону ВСУ вокруг последнего населённого пункта.
30 августа
ВСУ без боя потеряли контроль над Карловкой и территорией, расположенной вокруг Карловского водохранилища. Оперативное командование ВСУ обвинило в потере Карловки командира и военнослужащих 11-го мотострелкового батальона 59-й отдельной мотопехотной бригады.
По информации тесно связанного с Минобороны Украины OSINT-проекта Deep State, с 20 августа ВС РФ заняли три деревни около Покровска. По информации Майкла Кофмана, старшего научного сотрудника Фонда Карнеги, Покровск теперь находится в зоне поражения российской артиллерии. По информации финской аналитической группы Black Bird Group, российские войска приблизились к последнему рубежу обороны города.

#### Сентябрь
1 сентября
15-я бригада оперативного назначения «Кара-Даг» Нацгвардии Украины, около Михайловки отбила атаку российского подразделения.
2 сентября
Подразделения ВСУ оставили Невельское, вышли из так называемого «Невельского кармана» и отошли в сторону высот у сел Желанное Первое и Желанное Второе. Российские штурмовые группы атаковали вдоль дороги от недавно взятой Галицыновки.
4 сентября
Бои шли в районах населенных пунктов к востоку от Покровска в районе Воздвиженки, Зелёного Поля, Миролюбовки, Гродовки, Крутого Яра и Новоторецкого, а также к юго-востоку от Покровска в районе Новогродовки, Селидово, Михайловки, Желанного Первого, Украинска и Галицыновки. ВС РФ продвинулись к югу от Новогродовки и незначительно продвинулись к западу от Николаевки. ВСУ отбили часть села Галицыновка, потерянного ранее.
5 сентября
Главнокомандующий ВСУ Александр Сырский в интервью CNN заявил, что ВСУ удалось остановить продвижение российских войск на Покровском направлении. После переброски как минимум трёх бригад ВСУ на покровское направление продвижение ВС РФ в сторону Покровска остановилось. Российские войска сместили направление атак на 10 км южнее. Одна группировка продвигается в сторону юго-запада от Карловки, другая — на северо-запад от Красногоровки, что привело к риску окружения подразделений ВСУ в этом районе. По мнению основателя CIT Руслана Левиева, ВС РФ прекратили наступление на Покровск по причине появления возможности окружить части ВСУ, расположенные на южном направлении.
ВС РФ начали расширять южную часть выступа, образовавшуюся в результате наступления в направлении Покровска. Российские военные заявили о захвате села Лесовка и выходе на окраины городов Украинск и Горняк.
6 сентября
12 бригада специального назначения «Азов» отбила часть посёлка Нью-Йорк и деблокировала находившиеся в окружении подразделения ВСУ.
7 сентября
Российские войска продолжили атаки на восточной окраине Торецка и к югу от города в районе Нелеповки и Нью-Йорка, а также в направлении Сухой Балки.
ВС РФ, несмотря на усилившееся противодействие ВСУ, продолжили наступательные операции: на северном фланге была занята центральная часть Гродовки, также не прекращались атаки в районе Воздвиженки, Зелёного Поля и Миролюбовки. На центральном участке отмечено незначительное продвижение ВС РФ северо-западнее, западнее и южнее Михайловки и к югу от Новогродовки. На южном фланге наступления продолжились бои за Галицыновку и вблизи Желанного Первого.
8 сентября
Минобороны РФ заявило о контроле над Новогродовкой. Украинская сторона не прокомментировала это заявление. Источники Би-би-си подтвердили отступление ВСУ из города.
10 сентября
ВС РФ продолжали наступательные операции к северо-востоку от Торецка в районе Дружбы и к югу от Торецка в районе Нелеповки.
Геолоцированные кадры от 10 сентября 2024 года, проанализированные Институтом изучения войны, свидетельствуют о контроле Вооружённых сил РФ над Красногоровкой.
Российские войска продолжали наступательные операции в восточной части Часова Яра, к востоку от города около Ивановского и к югу от Часова Яра около Белой Горы, но подтвержденных изменений линии фронта не было.
11 сентября
ВС РФ заняли южную часть Украинска.
ВС РФ продвинулись на западном берегу канала Северский Донец-Донбасс к северу от Калиновки (северо-восточнее Часова Яра).
12 сентября
ВС РФ продвинулись вдоль железной дороги к северо-западу от Новогродовки в направлении Лысовки. Продолжалось уничтожение мостов возле Покровска, чтобы усложнить украинскую логистику в этом районе и подготовиться к будущему наступлению на Покровск и близлежащие поселки.
Российские войска продолжили наступательные действия к северо-востоку от Часова Яра в районе Зализнянского и к югу от Часова Яра в районе Ступочек.
15 сентября
ВС РФ продвинулись в восточной части Максимильяновки и провели атаки в районе Георгиевки и Острого.
16 сентября
Продолжались бои в восточной части Торецка, в том числе в районе хлебозавода и исправительной колонии; северо-восточнее Торецка в районе Дружбы и Дачного; юго-восточнее Торецка в районе Железного; южнее Торецка в районе Нелеповки; и юго-западнее Торецка в направлении Щербиновки. Со стороны ВС РФ действовали подразделения 74-й и 132-й мотострелковых бригад.
ВС РФ продолжали попытки окружить Украинск с севера и юга. Российские подразделения также продвинулись в северной части Желанного Первого. ВСУ восстановили позиции в западной части Михайловки (юго-восточнее Покровска). Линия фронта в районе Селидово стала проходить по железнодорожной линии между Михайловкой и Селидово.
ВС РФ продвинулись к югу от Часова Яра через канал Северский Донец — Донбасс в направлении Ступочек и к северо-западу от Андреевки (далее к юго-востоку от Часова Яра), которая была захвачена ещё в мае.
17 сентября
Российские войска продвинулись к северо-востоку от Новокалиново, к северо-западу от Архангельского, а также в центре и на северо-западе Гродовки и к юго-западу от Михайловки. Институт изучения войны на основе геолоцированных кадров от 17 сентября 2024 года сообщил, что ВС РФ заняли Украинск.
21 сентября
Российские войска незначительно продвинулись в центре Торецка и центре Леонидовки, а также продолжали наступательные операции к северо-востоку от города в районе Дачного, к югу от города в районе Нелеповки и в направлении Щербиновки.
ВС РФ продолжали наступательные операции к востоку и юго-востоку от Покровска, но не добились никаких подтвержденных успехов. Бои шли в районе Воздвиженки, Новоторецкой, Зелёного Поля, Красного Яра и Гродовки и к юго-востоку от Покровска в районе Новогродовки, Сухого Яра, Мариновки, Михайловки, Селидово, Миролюбовки, Лысовки, Желанного Первого, Цукурино и Горняка. 19-20 сентября возле Максимильяновки, на Кураховском направлении, ВСУ отбили атаку механизированного батальона ВС РФ, нанеся противнику существенные потери в технике. Также на Кураховском направлении российские войска провели наступательные операции возле Георгиевки и Александровки и в сторону Дальнего.
23 сентября
Украинским войскам удалось продвинуться на юг вдоль улицы Центральная на востоке Торецка. Наступление российских сил усложняет высотная застройка города.

#### Октябрь
1 октября
К исходу 1 октября 2024 года российские войска установили контроль над Угледаром.
2 октября
Оперативно-стратегическая группировка ВСУ «Хортица» заявила о выходе украинских сил из Угледара. В сообщении «Хортицы» говорится о том, что ВС РФ с помощью фланговых ударов ослабили украинскую оборону, и из-за угрозы окружения города высшее командование разрешило вывести подразделения ВСУ из города для сохранения техники и личного состава.
5 октября
Институт изучения войны на основе анализа геолоцированных кадров сообщил о продвижении ВС РФ в центре Торецка.
7 октября
Министерство обороны РФ заявило об установлении контроля над Гродовкой. На кураховском направлении силами механизированной роты российские войска продвинулись в западную часть Островского и заняли половину Максимильяновки. ВС РФ заняли Цукурино. Оперативно-тактическая группа «Луганск» (Украина) заявила о заходе ВС РФ на окраины Торецка с восточной стороны.
8 октября
ВС РФ захватили село Золотая Нива.
10 октября
Российские войска продвинулись к заводу железобетонных изделий к востоку от Селидово.  Российские войска захватили Желанное Первое.
11 октября
Российские войска захватили около половины Торецка. Российские войска продолжали наступательные операции к востоку от Курахово в районе Георгиевки и Максимильяновки.
12 октября
ВСУ отразили механизированную атаку российского батальона, состоявшую из 25 бронемашин и пяти танков, в направлении Курахово.
14 октября
Российские войска продвинулись около Красного Яра и заняли его юго-восточную часть.
15 октября
ВС РФ провели атаки к востоку от Курахово в районе Максимильяновки и Георгиевки, но не добились успехов.
17 октября
Российские войска, действовавшие к юго-востоку от Покровска, продвинулись вдоль ветрополосы к юго-западу от Селидово.
18 октября
На кураховском направлении российские войска силами механизированного батальона продвинулись в центральной и западной части Максимильяновки и к югу от этого населенного пункта и заявили о его захвате.
19 октября
В районе Максимильяновки была отражена контратака ВСУ, осуществлённая при поддержке бронетехники.
21 октября
ВС РФ вышли на окраины Селидово, а также пересекли реку Волчья в Зоряном и продвинулись в центр этого населенного пункта, чтобы оттуда атаковать в сторону Горняка.
22 октября
Российские войска провели наступательные операции к северо-востоку от Часова Яра в районе Васюковки и вблизи самого Часова Яра.
23 октября
ВС РФ продолжали атаковать, в основном северо-восточнее Часова Яра в районе Григоровки. Некоторые штурмовые группы время от времени пересекали канал Северский-Донец, но не прорвали украинскую оборону к западу от канала. Это связано с тем, что российские войска не могут переправить технику через канал, поскольку украинская артиллерия и удары беспилотников мешают строительству понтонных переправ.
ВС РФ с боями продвинулись с севера, северо-востока и востока к центру Селидово, а также захватили Измайловку (к юго-востоку от Селидово). Российские войска также продвинулись на северо-восточной окраине Новоселидовки (к западу от Измайловки и к югу от Селидово) и в полях к северо-западу от Цукурино.
25 октября
Согласно заявлению тесно связанного с Минобороны Украины OSINT-проекта Deep State, ВС РФ вышли в тыл к частям ВСУ, обороняющим Селидово.
27 октября
The Independent сообщил, что по информации Deep State,  ВС РФ заняли восточные районы Селидово, а центр остаётся в «серой зоне».
Институт изучения войны на основании геолоцированных кадров сообщил о продвижении ВС РФ в центр Селидово.
28 октября
Украинский OSINT-проект DeepState сообщил о контроле ВС РФ над значительной частью Селидово. Однако к утру 28 октября весь город занят не был. DeepState также опубликовал видео, на котором военнослужащие России находятся в здании городской администрации Селидово.
Институт изучения войны на основе геолоцированных кадров от 27 и 28 октября сообщил что, ВС РФ продвинулись севернее Селидово, а также в центр пгт Вишнёвое.
29 октября
Российские войска заняли сёла Богоявленка и Новоукраинка.
Министерство обороны РФ заявило о том, что военнослужащие группы «Центр» полностью заняли Селидово.
30 октября
По информации Института изучения войны, Вооружённые силы РФ продвинулись в сторону Курахово к северо-востоку от города.
Взятие города Селидово ВС РФ было окончательно подтверждено.
31 октября
Meduza сообщила, что начались бои за город. Механизированная колонна ВС РФ заехала в город с восточной стороны, понеся потери. Другие группы российских войск наступают на Курахово с севера (со стороны занятого ранее Селидово) и с юга (с стороны занятого ранее Угледара). ISW сообщил о восстановлении ВСУ позиций в лесном массиве, расположенном юго-западнее села Победа, находящегося к юго-западу от Курахово. Также ISW на основании анализа геолоцированных кадров сообщил о продвижении 114-й мотострелковой бригады (51 ОА) ВС РФ к юго-западным границам посёлка Кураховка.

#### Ноябрь
3 ноября
Продолжились бои к северо-западу от Курахово в районе Новодмитровки; к северу — в районе Новоселидовки, Вознесенки и Кременной Балки; к северо-востоку — в районе Островского и Вовченко; и к востоку — в районе Максимильяновки.
4 ноября
Украинские войска отошли из района Измайловка-Горняк-Кураховка-Островское, расположенные к северо-востоку от Курахово. Подразделения российской 114-й мотострелковой бригады захватили село Волченка, расположенное северо-восточнее Курахово.  ВС РФ продвинулись к юго-западу от Максимильяновки. ВС РФ заняли село Шахтёрское, расположенное северо-восточнее Великой Новосёлки.
5 ноября
Связанный с Минобороны Украины проект DeepState подтвердил, что российские военные заняли село Степановка (оно располагается у северной части водохранилища, в то время как город Курахово расположен у его южной части). DeepState также сообщил о продвижении ВС РФ около Кременной Балки (севернее Курахово), к востоку от города в направлении Курахово, а также южнее города около Богоявленки. По информации украинского военного блогера, ВС РФ также заняли Ильинку, расположенную рядом со Спепановкой. Несмотря на наступление плохих погодных условий, российские войска продолжили усиливать темпы своих атак.
6 ноября
ВС РФ заняли село Вишнёвое, расположенное юго-восточнее Покровска. ВС РФ заняли посёлок Дружба, находящийся восточнее Торецка.
7 ноября
Российские войска захватили Новоалексеевку, расположенную к югу от Покровска и к западу от Селидово.
8 ноября
ВС РФ заняли Сонцовку и Вознесенку, угрожая обойти украинский укрепрайон в Курахове с северного фланга.
11 ноября
В селе Старые Терны произошёл подрыв плотины Кураховского водохранилища. В это время территория, на которой произошёл инцидент, контролировалась ВСУ.
12 ноября
Институт изучения войны сообщил о продвижении российских войск в северо-восточной части Курахово, а также в посёлке Дальнее. По оценкам ISW, дальнейшее продвижегие ВС РФ в Дальнем и к западу от посёлка может заставить подразделения ВСУ оставить позиции, расположенные севернее и северо-восточнее Угледара, что даст российским военным возможность продвигаться вдоль трассы С051104 и атаковать позиции украинских военных в Курахово с южной стороны.
13 ноября
ВС РФ продолжили наземные атаки к северо-востоку от Курахово в районе Ильинки; к северу от города в районе Берестков, Новоселидовки и Вознесенки и к северо-западу от Курахово в районе Новодмитровки. К югу от Курахово продолжались тяжёлые бои в районах Дальнего, Антоновки, Катериновки, Максимовки и Елизаветовки, а также в районах Константинопольского и Трудового. ВС РФ контролировали около 23,1% территории Торецка.
15 ноября
ВС РФ захватили Максимовку юго-западнее Курахово. Украинская 37-й ОБрМП контратаковала между Максимовкой и Константинопольским. ВС РФ достигли центра Часова Яра.
16 ноября
Российские войска захватили село Григоровку, расположенное к юго-востоку от Покровска.
19 ноября
Минобороны РФ заявило, что ВС РФ заняли село Новоселидовка севернее города Курахово.
21 ноября
ВС РФ захватили Дальнее, создав с юга непосредственную угорозу окружения Курахово.
23 ноября
ВС РФ заняли Елизаветовку, Ильиновку и Екатериновку.
24 ноября
ВС РФ захватили Юриевку. Российские войска захватили Катериновку, начав выдавливать ВСУ из полуокружения вдоль реки Сухие Ялы.
25 ноября
Подразделения российской 5-й мотострелковой бригады продвинулись до улицы Победы в центре Курахово.
По данным Института изучения войны 5 танковая бригада ВС РФ подошла к восточным границам Великой Новосёлки, грозя его окружением.
26 ноября
Meduza сообщила, что у ВС РФ не получилось преодолеть Кураховское водохранилище с западной стороны и перерезать линии снабжения гарнизона ВСУ, защищающего город. Однако российские военные смогли на лодках переплыть водохранилище в центре города, в то время как другие российские подразделения, наступающие на город с восточной стороны, смогли подойти к центру Курахово.
Российскими военными были заняты населённые пункты, ранее взятые под контроль украинскими военными во время контрнаступления летом 2023 года: Ровнополь, Левадное, Новодаровка.
28 ноября
Согласно заявлению Минобороны РФ, Вооружённые силы РФ заняли Новую Ильинку. По информации Института изучения войны, населённый пункт был занят ВС РФ ещё 20 ноября.
29 ноября
ВС РФ захватили Пустынку и Жёлтое к югу от Покровска.
30 ноября
ВС РФ заняли село Раздольное, расположенное в 7 километрах северо-восточнее Великой Новосёлки. После этого российские войска начали атаки на село Новый Комар, расположенное в трёх километрах севернее Великой Новосёлки.
ВС РФ захватили Берестки на северном берегу Кураховского водохранилища.

#### Декабрь
1 декабря
ВС РФ после марш-броска, потеряв нескольких единиц бронетехники, заняли Новый Комар и перерезали дорогу, ведущую от Великой Новосёлки на север.
3 декабря
По информации украинского канала Deep State, ВС РФ контролируют почти всю центральную часть Курахово. Под контролем ВСУ остаётся крупная промзона, расположенная в западной части города. Помимо этого, российскими военными занят весь северный берег Кураховского водохранилища. ВС РФ также зашли в село Старые Терны, важного пункта для обороны всего Кураховского участка.
5 декабря
ВС РФ захватили Старые Терны на северном берегу Кураховского водохранилища.
Российские силы захватили Новопустынку и Новодмитровку к югу от Покровска. Представитель украинской бригады, действующей на Покровском направлении, заявил, что российские войска проводят от 40 до 50 пехотных атак в день группами примерно по 10 человек.
они продвинулись на северо-запад к улице Светлая в центре Торецка и на запад к отвалам шахты Центральная в центре города.
6 декабря
Подразделения ВС РФ вышли на южные окраины посёлка Шевченко (к югу от Покровска).
Российские силы заняли Новодмитровку.
Российские войска занимали около 28,6% территории Часова Яра.
7 декабря
Минобороны РФ заявило, что российские военные заняли село Берестки, по мнению Института изучения войны, занятое ещё 27 ноября 2024 года.
9 декабря
ВСУ выбили ВС РФ из Нового Комара.
ВС РФ заняли все восточные окраины города (малоэтажная застройка), а также часть центра, застроенного многоэтажными домами.
Meduza сообщила, что ВС РФ за последние 14 дней заняли сёла Жёлтое и Петровка.
10 декабря
ВС РФ заняли элеватор в Курахово.
11 декабря
По сообщению украинского генерального штаба, российские войска провели безрезультатные атаки вблизи самого Часов Яра и к югу от города в районе Белой Горы и Ступочек
12 декабря
Российские войска находились менее чем в 4 километрах от Покровска, занимая две трети посёлка Шевченко. Российские военные заняли Новотроицкое, расположенное юго-западнее Покровска.
13 декабря
Севернее Великой Новоселки ВСУ контратаками отбивали атаки небольших групп пехоты российских войск, поддерживаемых авиацией, беспилотниками и бронетехникой.
ВС РФ захватили юго-восточнее Курахово сёла Елизаветовку, Романовку и Весёлый Гай.
ВС РФ захватили село Пушкино (под Покровском).

## Оценки

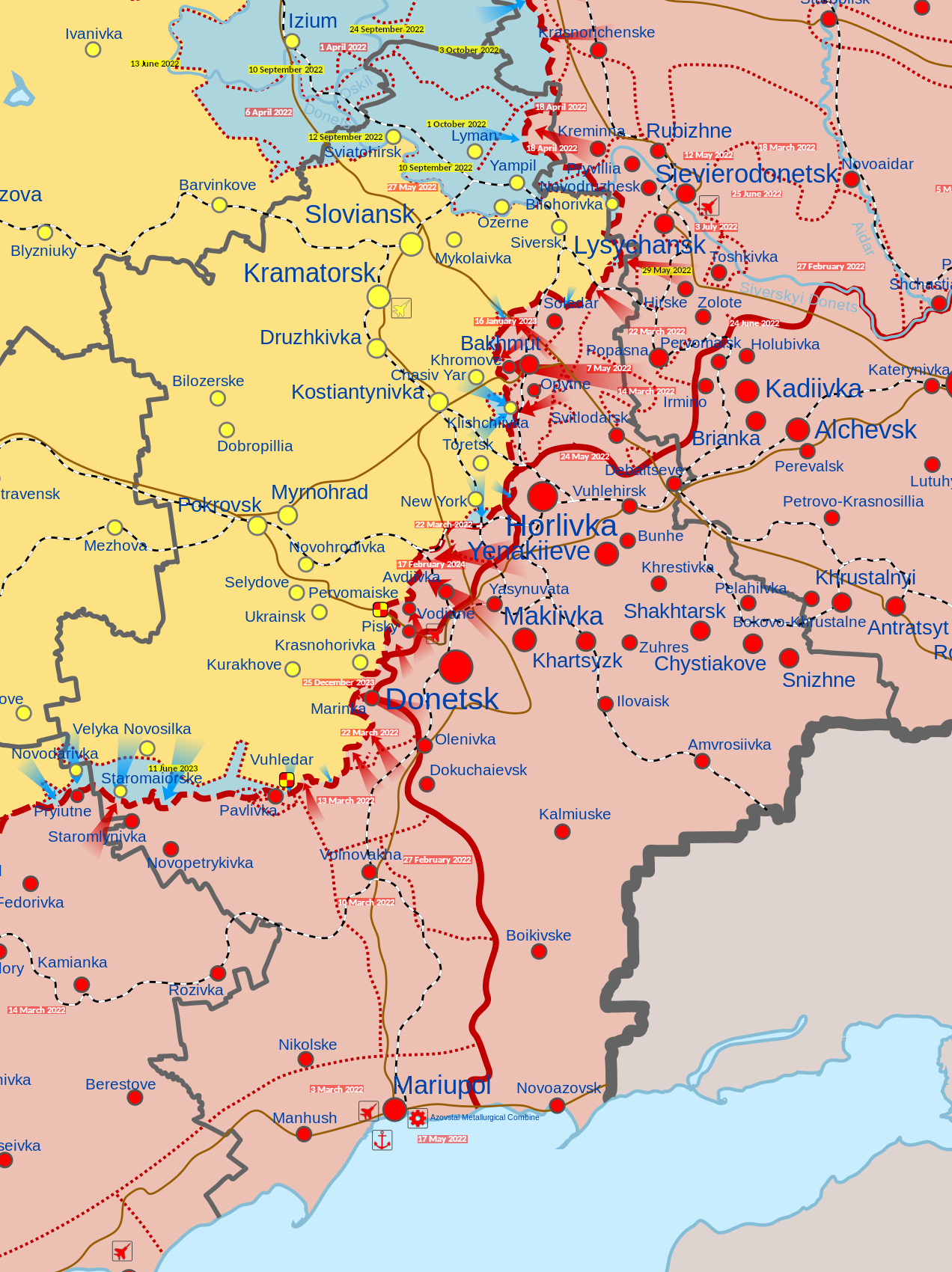
Линия фронта в Донецкой области на 15 марта 2024 года

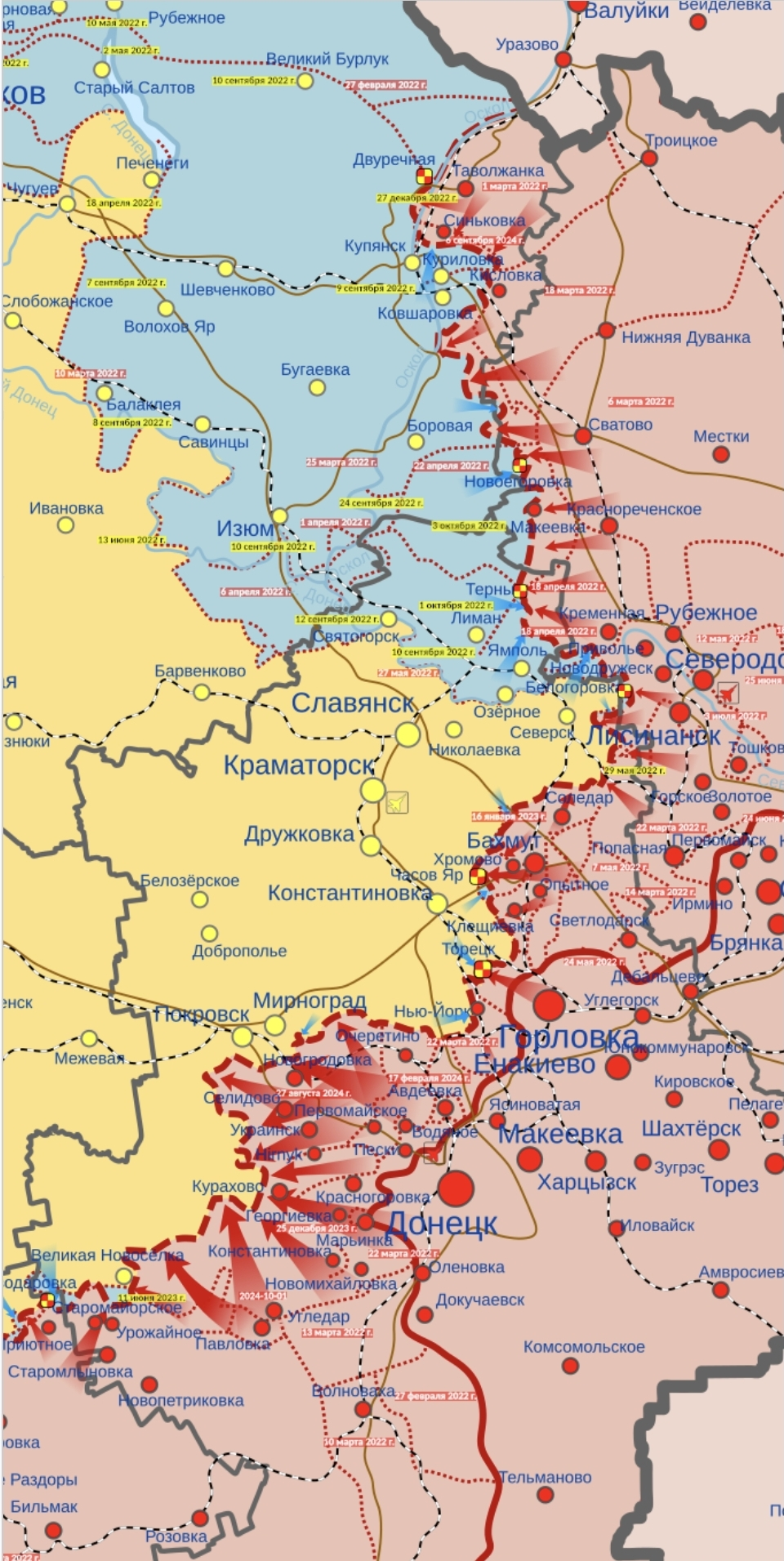
Линия фронта в Донецкой области на январь 2025 года

Институт изучения войны (ISW) после захвата Мироновского 23 мая предполагал, что захват открывал российским войскам возможность двигаться на Бахмут как с юга, так и с запада, однако ISW считал маловероятным быстрое взятие Бахмута (если оно вообще состоится), ссылаясь на ранее продемонстрированную эффективность ведения боя в городе на востоке Украины российскими войсками.
В апреле американский военный эксперт Алекс Вершинин отмечал, что характеристики местности в Донбассе — степь, бедная растительность, малое количество сёл, большая плотность железнодорожной сети вблизи фронта — благоприятны для наступления российской армии. Американский военный эксперт Дэниел Дэвис тогда же писал, что местность в Донбассе благоприятна для применения российской артиллерии. Середина-конец апреля многими экспертами оценивались как период начала решающего этапа войны; в частности, по оценкам военного эксперта берлинского фонда «Наука и политика» Вольфганга Рихтера, Россия в ходе первых дней наступления могла добиться территориальных успехов, так как хоть украинские войска и действовали тактически очень умело, нанося контратаки по флангам и длинным логистическим цепочкам, но теперь цепочки снабжения российской армии стали куда короче из-за боёв на территориях, находящихся недалеко от военных баз, расположенных к востоку от украинской границы.
В то же время по состоянию на 19 мая анонимный представитель Министерства обороны США сказал, что российским войскам трудно координировать связь между командирами, а также синхронизировать артиллерийский огонь для поддержки наземных штурмов. Некоторые российские военные блогеры критиковали российскую разведывательно-ударную систему из-за чрезмерно централизованной системы согласования артиллерийского огня.
25 мая ISW предположил, что захватом автомагистралей Т1302 и Т1303 российским войскам вряд ли удастся полностью отрезать украинские войска в районе Северодонецка от снабжения, так как в регионе есть множество меньших дорог, и российским войскам потребуется заблокировать или разрушить Бахмут и Северск, чтобы завершить Луганский котёл. Также Институт считает, что российские усилия по изоляции Северодонецка и Лисичанска могут быть плохо синхронизированы с российским наступлением на Северодонецк, хотя об этом ещё рано говорить. Интенсивность российских артиллерийских и воздушных атак в сочетании со скоплением российских сил, привлечённых из других театров военных действий для штурма Северодонецка, позволило ISW предположить, что штурм может быть начат ещё до того, как украинская армия останется без снабжения. Стремление российских сил перерезать снабжение, по мнению ISW, также может указывать на желание создать внешнее кольцо окружения, чтобы предотвратить попытки украинских сил в дальнейшем укрепить Северодонецк во время штурма города российскими войсками или во время попытки освободить его.
Руководитель отдела внешней политики Центра европейских реформ Иэн Бонд 6 июня заявил, что наступление российских войск в Донбассе могло усугубить проблему с единой позицией Запада. По его словам, если бы российские подразделения прорвали оборону на востоке и начали движение к Днепру, то среди западных партнёров вновь начались бы обсуждения, какую часть своей территории Украина была бы готова принести в жертву ради прекращения огня.
К концу сентября в Донбассе шло разнонаправленное продвижение фронта: украинские войска активно наступали на севере Донбасса (в районе Лимана), но немного отступили южнее (в районе Бахмута). По оценкам эксперта Forbes Дэвида Экса, на тот момент единственной защитой российских позиций на севере Донбасса оставалась река Оскол, и их отступление до линии Сватова и Кременной может стать катастрофой для российской армии на этом направлении; также ожесточённые бои в районе Лимана могут стать ловушкой как для уже оперирующих в городе российских частей, так и для хаотично мобилизованной группировки российских войск. Похожим образом оценили ситуацию эксперты ISW: если группировку в Лимане удастся взять в котел, то это будет иметь серьёзные последствия для российских подразделений в северной части Донецкой и западной части Луганской областей, а также создаст угрозу позициям России вдоль западной границы Луганской области и в районе Северодонецка и Лисичанска.
В середине ноября американский Институт изучения войны (ISW) сообщил, что российские наступательные операции в Донецкой области будут активизироваться в ближайшие недели по мере прибытия дополнительных мобилизованных военнослужащих вместе с силами, выведенными из западной части Херсонской области. Из-за этого войска Украины в этом районе окажутся в тяжёлом положении, и Киеву придется привлекать дополнительные подразделения для защиты от возобновившихся наступлений со стороны РФ. Эксперты ISW предположили, что российские войска ценой огромных усилий со временем могут захватить Бахмут, не достигнув при этом значительных оперативных успехов.
8 февраля 2023 года эксперты ISW пришли к выводу, что российские войска перешли в большое наступление на границе Луганской и Харьковской областей на всем протяжении участка Сватово—Кременная. По данным организации, в нём принимают участие подразделения двух мотострелковых дивизий, а также дивизии ВДВ и частей ЮВО. Согласно оценкам ISW, в резерве оставлена мотострелковая дивизия 1 гв. танковой армии. По мнению экспертов вашингтонского института, наступление говорит о том, что на данном фронте Россия вновь с августа 2022 года захватила инициативу. ISW отметило, что продвижение российских войск не обязательно будет успешным. Эксперты считают, что у Украины может появиться возможность для контрнаступления, после того, как российская сторона исчерпает накопленные резервы.